# واکه پیشین
واکه پیشین (انگلیسی: Front vowel) به دسته‌ای از واکه‌ها گفته می‌شود که هنگام تلفظشان بالاترین بخش زبان در دهان به سمت جلو رانده می‌شود و تا حدی قوس پیدا می‌کند.